# Prades-le-Lez
Prades-le-Lez är en kommun i departementet Hérault i regionen Occitanien i södra Frankrike. Kommunen ligger i kantonen Les Matelles som tillhör arrondissementet Montpellier. År 2022 hade Prades-le-Lez 6 207 invånare.

## Befolkningsutveckling
Antalet invånare i kommunen Prades-le-Lez
Referens:INSEE